# Hausrufanlage

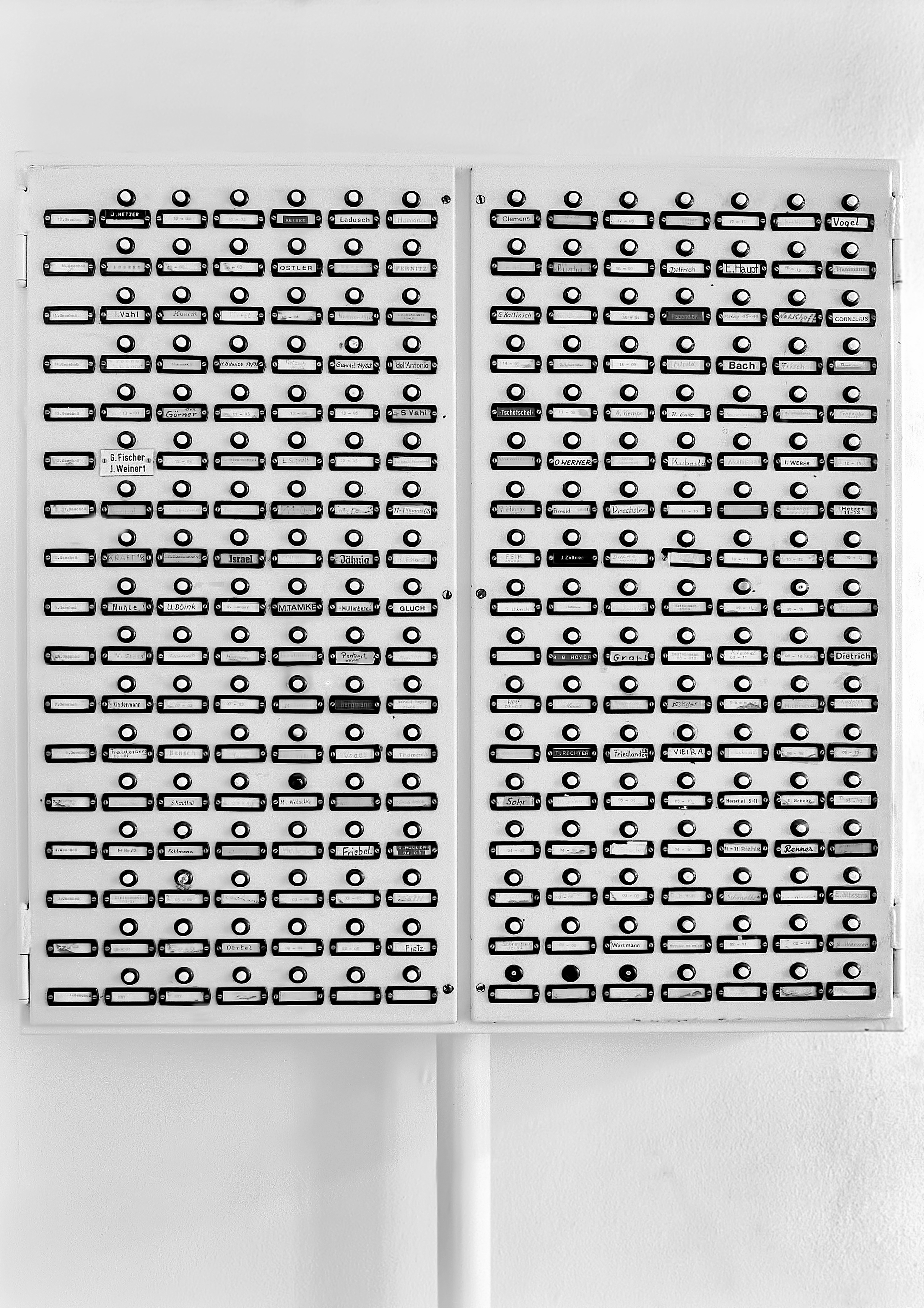
Klingelanlage 1989 in Dresden

Die Hausrufanlage (auch Klingelanlage oder Türklingel) ermöglicht dem Besucher eines Anwesens, auf sich aufmerksam zu machen und gegebenenfalls um Einlass zu bitten.

## Funktionsweise

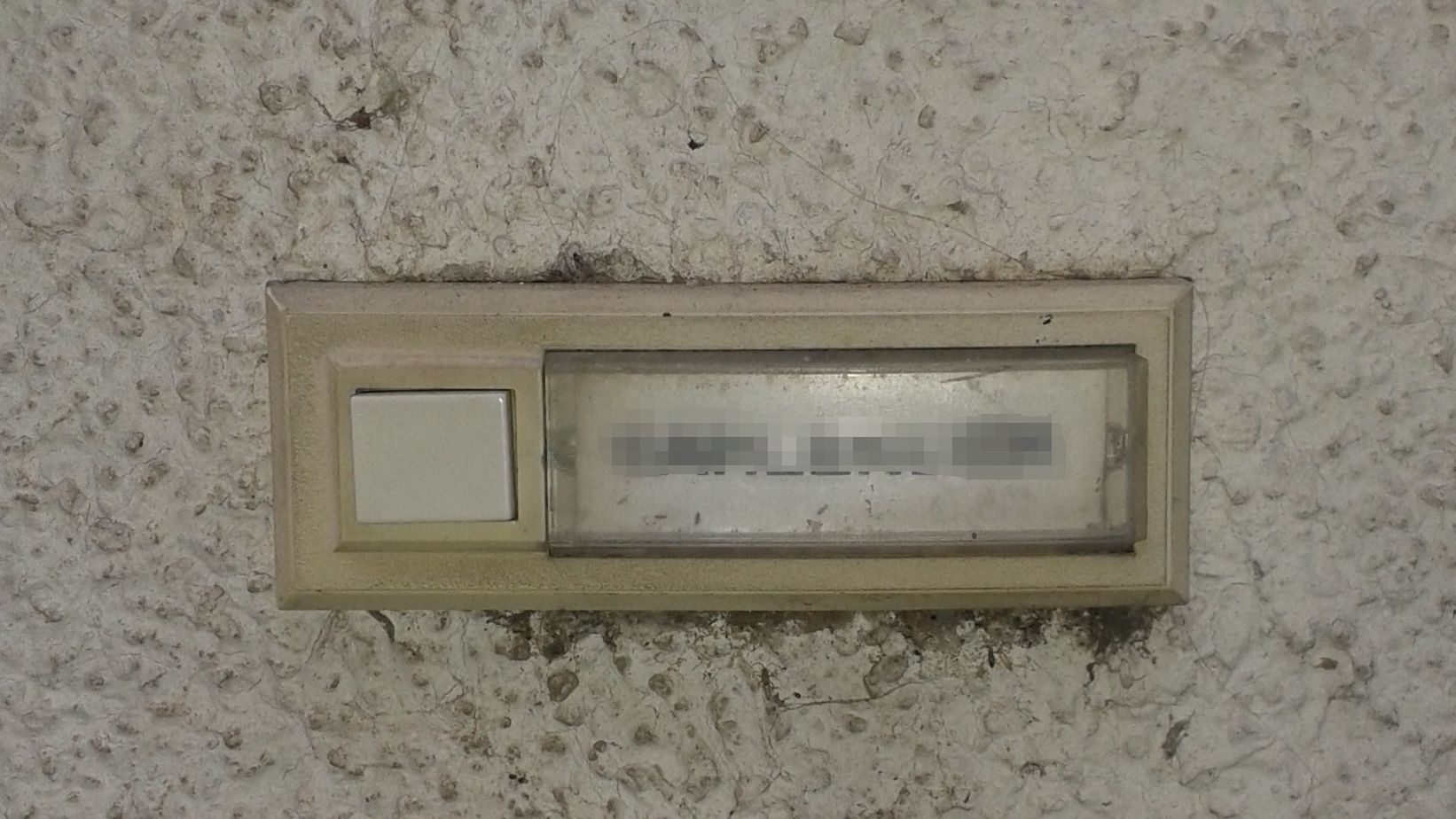
Einfacher Klingeltaster

Durch die Betätigung eines Klingeltasters, der an oder in der Nähe einer Haustür oder eines Hoftors angebracht ist, wird ein Stromkreis geschlossen, der einen akustischen – manchmal auch optischen – Signalgeber aktiviert, beispielsweise einen Gong.

## Technik
Eine Hausrufanlage wird mit, als ungefährlich für Mensch und Tier eingestuften, Kleinspannung betrieben, somit sind keine weiteren Schutzmaßnahmen zu beachten. Für die Leitungsverlegung wird meist Klingelmantelleitung (YR), Klingelstegleitung (J-FY) oder Telefonkabel J-Y(ST)Y verwendet. Die dazu notwendigen Leitungsverbindungen werden in der Regel mit Steck-, Schraub- oder Schneidklemmen ausgeführt, die für den geringen Aderquerschnitt geeignet sind. In der Praxis werden die Verbindungen teilweise auch durch Löten hergestellt.
Als Stromquelle kommen in der Regel schutzisolierte Klingeltransformatoren zum Einsatz, deren Sekundärspannung zwischen 8 und 12 Volt Wechselspannung liegt. Da in der Regel auch ein elektrischer Türöffner zum Einsatz kommt, der seinen Strom ebenfalls vom Klingeltransformator bezieht, wird dieser in der Regel mit einer Leistung von 100 VA bemessen. Ebenfalls anzutreffen sind Batterien als Stromquelle, dies hat den Vorteil, dass die Klingel auch bei einem Stromausfall funktioniert. Hierbei können aber, da die Batterie zu schnell verbraucht würde, keine beleuchteten Klingeltaster verwendet werden, auch wird eine verbrauchte Batterie womöglich nicht rechtzeitig bemerkt, so dass vergeblich klingelnde Besucher wieder fortgehen, obwohl jemand anwesend ist.

## Anwendungsfälle
Hausrufanlagen werden meist in Anwesen eingesetzt, wo ohne große Umstände ein direkter Sichtkontakt zur Tür besteht. Heute kommen, besonders in Mehrfamilienhäusern ohne direkten Sichtkontakt, meist Türsprechanlagen zur Anwendung; teilweise ergänzt um eine Bildübertragung.

## Terminologie
- Etagendrücker – an der Wohnungstüre angebrachte Klingeltaste (zusätzlich zur Klingeltaste an der Haustür)
- Türstation – mehrere, in einem Gehäuse befindliche, an der Haustüre angebrachte Klingeltasten; enthält oft auch eine Taste zum Einschalten der Beleuchtung und ist evtl. vorgerichtet zur Installation einer Türsprecheinrichtung
- Türöffnertaste – in der Wohnung angebrachte Taste zum Öffnen der Haustüre
- Zweidrahtanlage – die Türstation ist über eine zweiadrige Leitung mit den Klingeln sowie den Türöffnertasten in den Wohnungen verbunden